# Chloe Coleman
Chloe Coleman (* 23. November 2008 in Los Angeles, Kalifornien) ist eine US-amerikanische Schauspielerin.

## Leben
Coleman startete ihre Filmkarriere 2013, indem sie in einer einzelnen Episode der US-amerikanischen Fernsehserie Glee mitspielte. Es folgten Besetzungen in verschiedenen Kurzfilmen. Eine größere Rolle hatte sie als Skye Carlson in 14 Episoden der Fernsehserie Big Little Lies inne. Internationale Bekanntheit erlangte sie durch eine der Hauptrollen in dem Film Der Spion von nebenan an der Seite von Dave Bautista. 2023 spielte sie die Rolle der Kira in Dungeons & Dragons: Ehre unter Dieben.

## Filmografie
- 2013: Glee (Fernsehserie, Episode 4x20)
- 2013: Eternally Mad (Kurzfilm)
- 2013: Big Brats (Kurzfilm)
- 2014: Out of the Woods (Kurzfilm)
- 2014: On the Wall (Kurzfilm)
- 2015: Angels and Demons (Fernsehserie, Episode 1x05)
- 2016: Me3 (Kurzfilm)
- 2016: Transparent (Fernsehserie, 2 Episoden)
- 2016–2017: Henry Danger (Fernsehserie, 2 Episoden verschiedene Rollen)
- 2017: Superstore (Fernsehserie, Episode 2x18)
- 2017: Roadside Picnic (Fernsehserie, Episode 1x01)
- 2017–2019: Big Little Lies (Fernsehserie, 14 Episoden)
- 2018: Puppy Star Christmas
- 2020: Der Spion von nebenan (My Spy)
- 2020: Timmy Flop: Versagen auf ganzer Linie (Timmy Failure: Mistakes Were Made)
- 2020: Atlanta Medical (The Resident) (Fernsehserie, Episode 3x15)
- 2020–2023: Upload (Fernsehserie, 8 Episoden)
- 2021: Gunpowder Milkshake
- 2022: Marry Me – Verheiratet auf den ersten Blick (Marry Me)
- 2022: Life by Ella (Fernsehserie, 2 Episoden)
- 2022: Avatar: The Way of Water
- 2023: 65
- 2023: Dungeons & Dragons: Ehre unter Dieben (Dungeons & Dragons: Honor Among Thieves)
- 2023: Pain Hustlers
- 2024: Der Spion von nebenan 2 (My Spy: The Eternal City)